# Umjetničko klizanje
Umjetničko klizanje je u kojem natjecatelj ili više njih mora kližući na ledu izvesti okrete, skokove i druge elemente demonstrirajući spretnost i eleganciju, često uz pratnju glazbe. 
Kao umjetničko klizanje potječe još iz 19-tog stoljeća. Krovna organizacija koja upravlja ovim sportom, propisuje pravila i organizira međunarodna natjecanja je Međunarodna klizačka federacija, ili kraće ISU (od engl. naziva International Skating Union), koja je osnovana 1892. godine.

## Discipline umjetničkog klizanja
Osnovne discipline umjetničkog klizanja su:
- pojedinačno (žene i muški)
- sportski parovi
- plesni parovi

Ove tri discipline su i u standardnom programu Zimskih olimpijskih igara.

## Natjecanja
Najcjenjenije natjecanje u umjetničkom klizanju su Zimske olimpijske igre. Uz njih se održavaju i Svjetska prvenstva, a zbog velikog broja kvalitetnih natjecatelja kvalitetna su i Europska prvenstva. Tradicionalno uspješne nacije u umjetničkom klizanju su Rusija i SAD, iako je kvalitetno umjetničko klizanje rašireno i izvan te dvije države.
Suđenje je često najkontroverzniji dio ovog sporta, jer suci imaju težak zadatak ocijeniti osim tehničkog i umjetnički dojam nečijeg nastupa što se rijetko može potpuno objektivno valorizirati. Nakon skandala na Zimskim olimpijskim igrama 2002. godine pravila suđenja su drastično izmijenjena da bi se postigla veća objektivnost i onemogućilo pristrano suđenje.

## Revije na ledu
Mnogi natjecatelji u ovom sportu nakon sportske karijere posvete se nastupima u revijama na ledu, u kojima se često koriste brojni elementi i figure iz sportskog programa umjetničkog klizanja.